# Онгийн-Гол
Онгийн-Гол (монг. Онгийн гол) — река в Монголии, принадлежит бессточному бассейну Улаан-нур. Исток находится в Хангайских горах. Протекает с севера на юг по территории сомонов Зуунбаян-Улаан и Уянга аймака Уверхангай, по аймаку Дундговь и через столицу аймака Уверхангай, город Арвайхээр. В дождливые годы дотекает до впадины высохшего озера Улаан-Нур. Длина реки — 437 км.
Начинается от слияния реки Баруун-Улаан-Гол и реки Шурангийн-Гол. Высота истока — 2009 м над уровнем моря.
В бассейне реки находится 37 рудников, ведущих земляные работы. В результате родники и ручьи, питающие Онгийн-Гол, разрыты и завалены породой от горных разработок. Река обмелела и возникла угроза иссыхания Онгийн-Гола.
В результате борьбы движения по охране окружающей среды 35 рудников прекратили свою работу, но воды реки всё ещё имеют повышенное содержание ртути и цианидов.
На берегах реки находятся руины монастыря Онгийн-хийд, который был построен в XVII веке и разрушен в 1939 году.